# (33447) 1999 FM24
1999 FM24 (asteroide 33447) é um asteroide da cintura principal. Possui uma excentricidade de 0.11939690 e uma inclinação de 4.27792º.
Este asteroide foi descoberto no dia 19 de março de 1999 por LINEAR em Socorro.